# Sa mạc Gobi
Sa mạc Gobi là một vùng hoang mạc lớn tại châu Á. Trải rộng trên một phần khu vực Bắc-Tây Bắc Trung Quốc và Nam Mông Cổ. Sa mạc Gobi được vây quanh bởi dãy Altai, thảo nguyên và đồng cỏ Mông Cổ về phía bắc, hoang mạc Taklamakan về phía tây, hành lang Hà Tây và cao nguyên Thanh Tạng về phía tây nam, và bình nguyên Hoa Bắc về phía đông nam. Gobi từng là một phần của Đế quốc Mông Cổ, và từng là nơi nhiều thành phố dọc theo con đường Tơ lụa hiện diện.
Tiếng Việt cuối thế kỷ 19 còn gọi đây là Sa mạc Hạn Hải.
Gobi là một sa mạc bóng mưa, được tạo nên do dãy núi Himalaya chắn hết mây mưa từ Ấn Độ Dương.